# شهرستان کومترکالینسکی
شهرستان کومترکالینسکی (به لاتین: Kumtorkalinsky District) یک منطقهٔ مسکونی در روسیه است که در داغستان واقع شده‌است.